# Паратиритис (2000)
„Паратиритис“ (на гръцки: «Παρατηρητής», в превод Наблюдател) е гръцки вестник, издаван в град Лерин (Флорина), Гърция, от 2000 година.

## История
Вестникът започва да излиза на 17 февруари 2000 година на мястото на „Енимероси“. Издател е Хараламбос Триандафилидис.